# Veluma
Veluma, nome artístico de Vera Lúcia Maria (São Paulo, 13 de junho de 1953), é uma atriz e ex-modelo brasileira. Começou na carreira de modelo em 1970, aos dezessete anos, e foi uma das primeiras negras nas passarelas brasileiras. Paralelamente, foi atriz de teatro, cinema e televisão, atuando em várias produções de destaque no país.

## Primeiros anos
Veluma nasceu em 1953 no interior de São Paulo. Sua mãe era cozinheira de uma família da alta sociedade paulistana e por isso a futura modelo teria acesso à boa educação e a um cotidiano em ambientes socialmente refinados. Alta e magra, escutava constantemente que tinha porte de manequim. Ela iniciou seus trabalhos de modelo na cidade de São Paulo, mas uma gravidez viria a interromper temporariamente sua carreira.

## Carreira
Veluma engravida aos dezessete anos e, em virtude do puritanismo de sua família, resolve sair de casa e ir para o Rio de Janeiro. Casualmente, encontra a então também modelo Elke Maravilha e esta a introduz no mundo da moda, tornando-a modelo de Zuzu Angel. Em 1976 sua carreira deslancha e torna-se uma modelo de renome no país, ao lado de nomes como Monique Evans, Sílvia Pfeiffer, Betty Lago, Vicky Schneider, Ísis de Oliveira, Lívia Mund, Dalma Callado.
Veluma foi a primeira modelo brasileira a assumir a beleza do cabelo black power e adereços da cultura afro-brasileira, ainda na década de 1970. Em entrevista, revelou a origem do apelido profissional «Veluma»:
«O ano é 1970, estou com dezessete anos, grávida e solteira. Preciso fugir da minha mãe, de São Paulo, dessa sociedade puritana e careta da época. Aí, chego ao Rio de Janeiro, um lugar maravilhoso, onde posso passar o dia todo de biquíni. E Vera não combina mais comigo, por isso invento o Veluma. O nome soa mais forte, tem mais a ver com minha negritude.»
No teatro atuou em O Homem e o Cavalo (1991) e no cinema contracenou em O Testamento do Senhor Nepomuceno (1997). Na televisão participou de Sem Lenço, sem Documento (1977), Ti Ti Ti (1985), Helena (1987), Sassaricando (1988), Gente Fina (1990) e Caras & Bocas (2009). Participou ainda da produção Gabriela, Cravo e Canela, da TV Tupi, com  a direção de Maurício Sherman.